# Olaias metróállomás
Az Olaias egy metróállomás Portugália fővárosában, Lisszabonban a Lisszaboni metró piros vonalán. Tulajdonosa és üzemeltetője a Metropolitano de Lisboa, EPE.

## Metróvonalak
Az állomást az alábbi metróvonalak érintik:
- vörös vonal

## Kapcsolódó állomások
A metróállomáshoz az alábbi állomások vannak a legközelebb:
- Bela Vista (Aeroporto metróállomás, vörös vonal)
- Alameda metróállomás (São Sebastião metróállomás, vörös vonal)

## Galéria

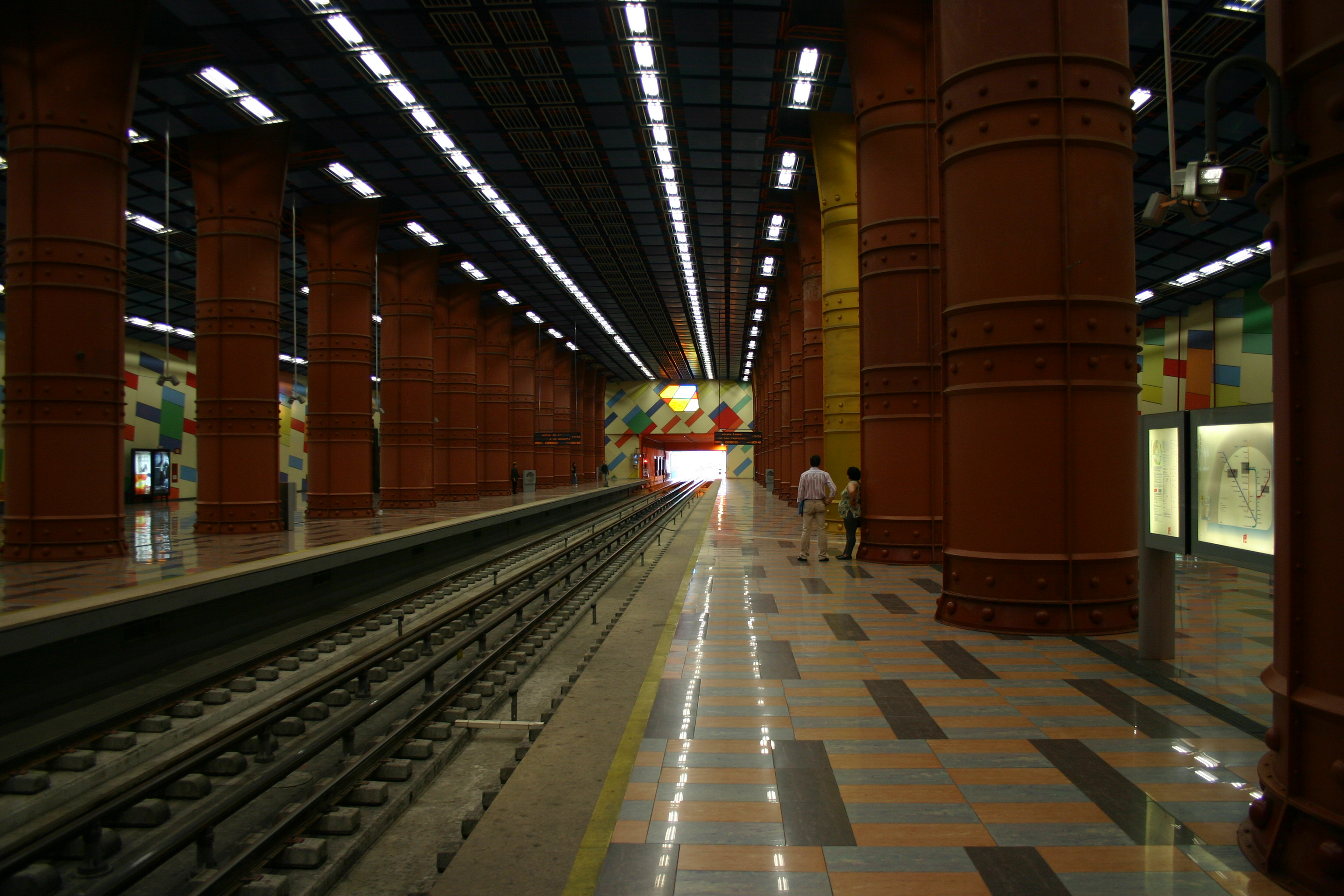
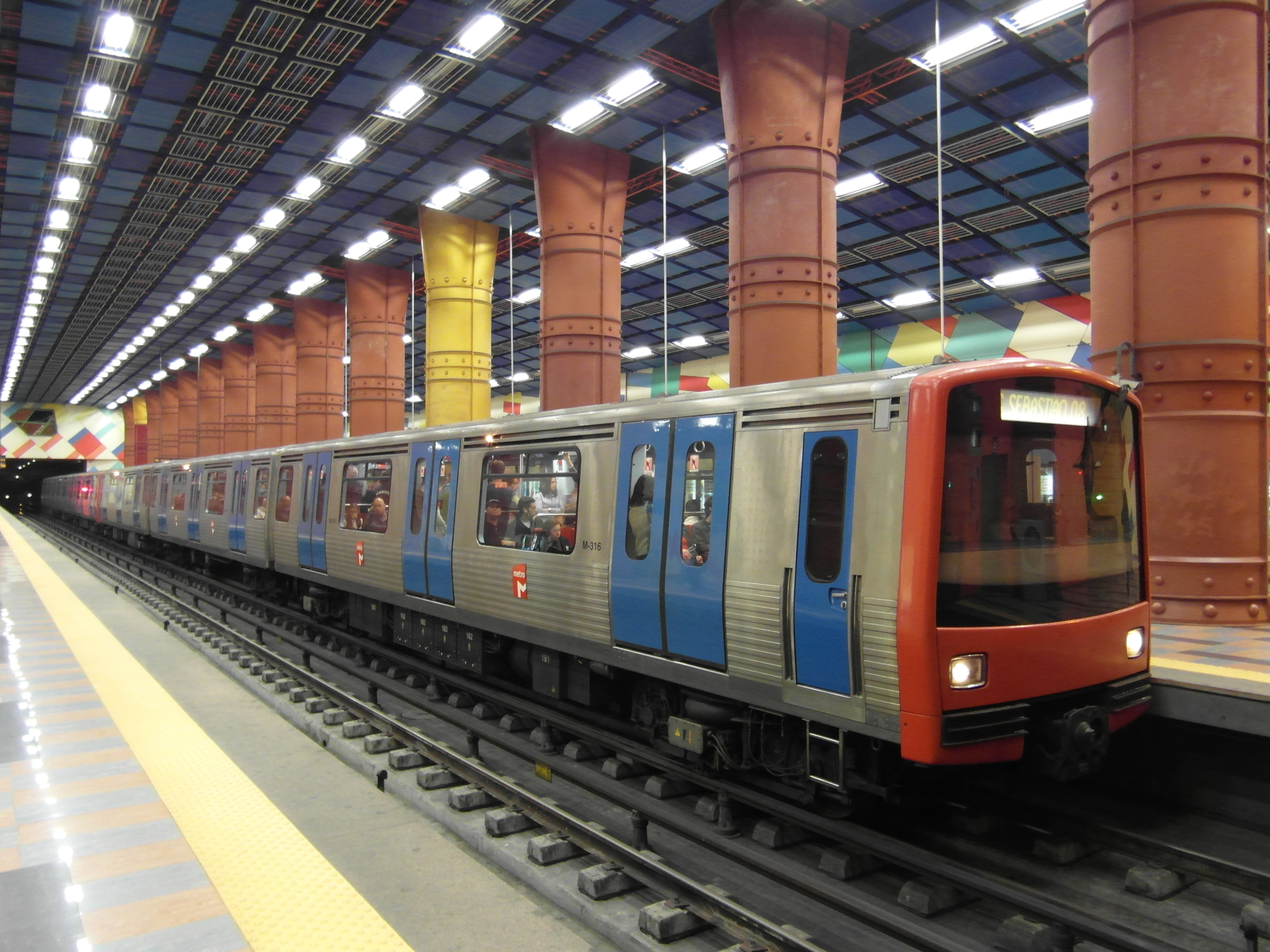
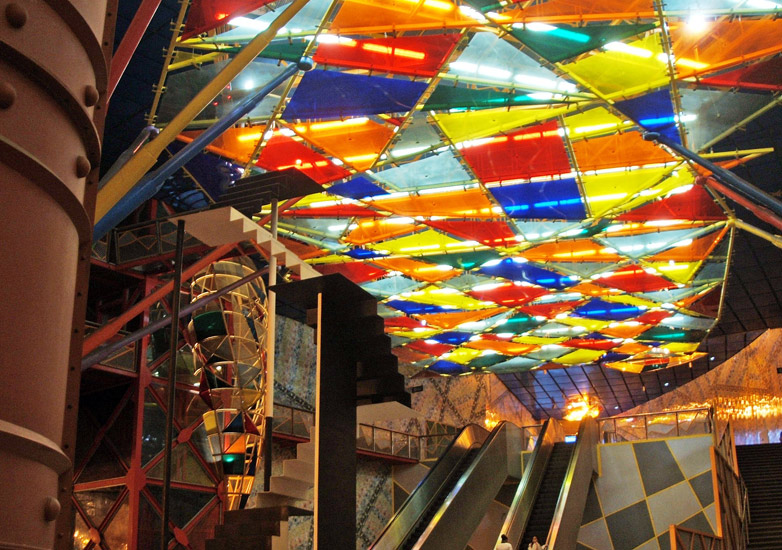
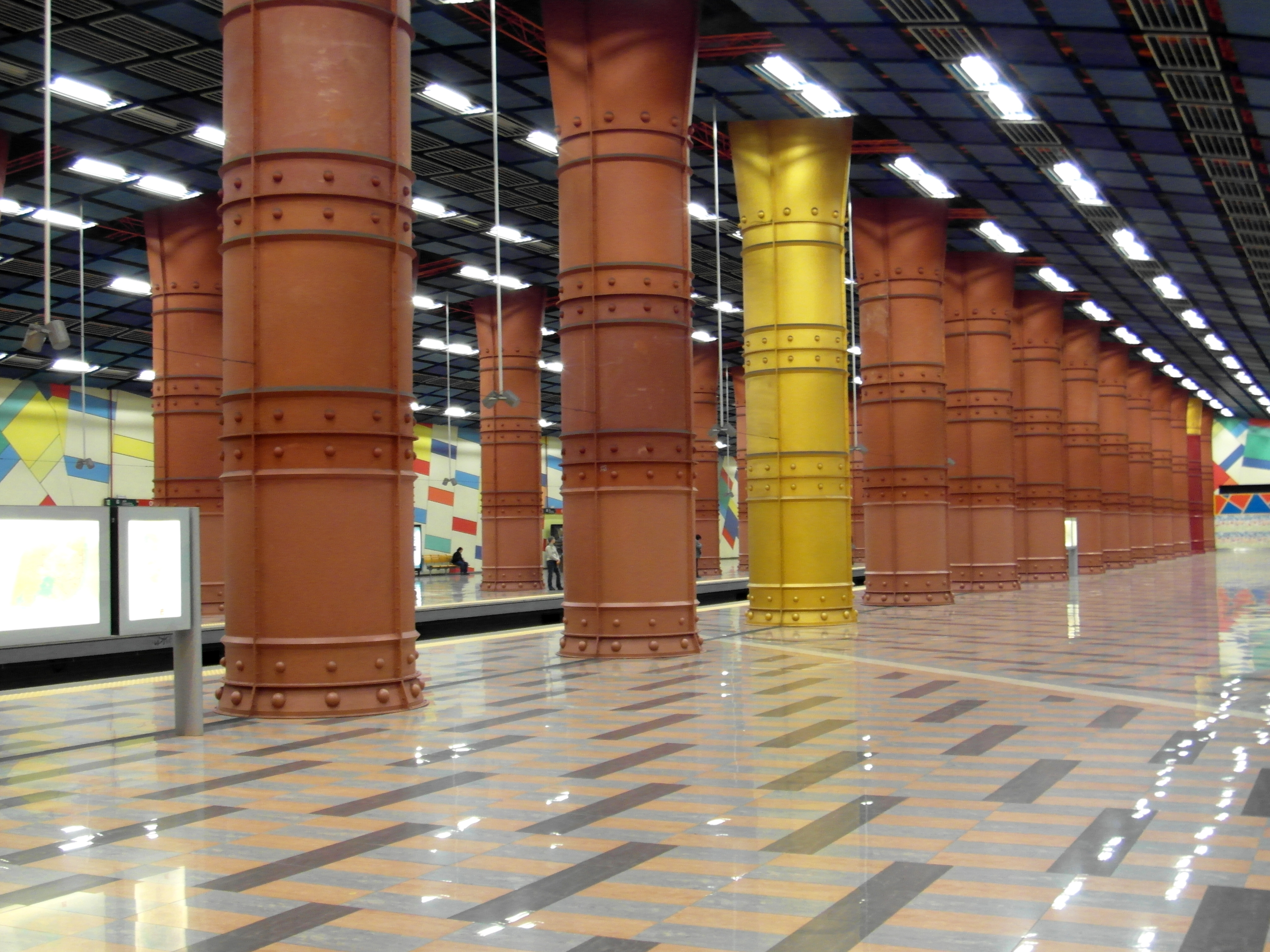
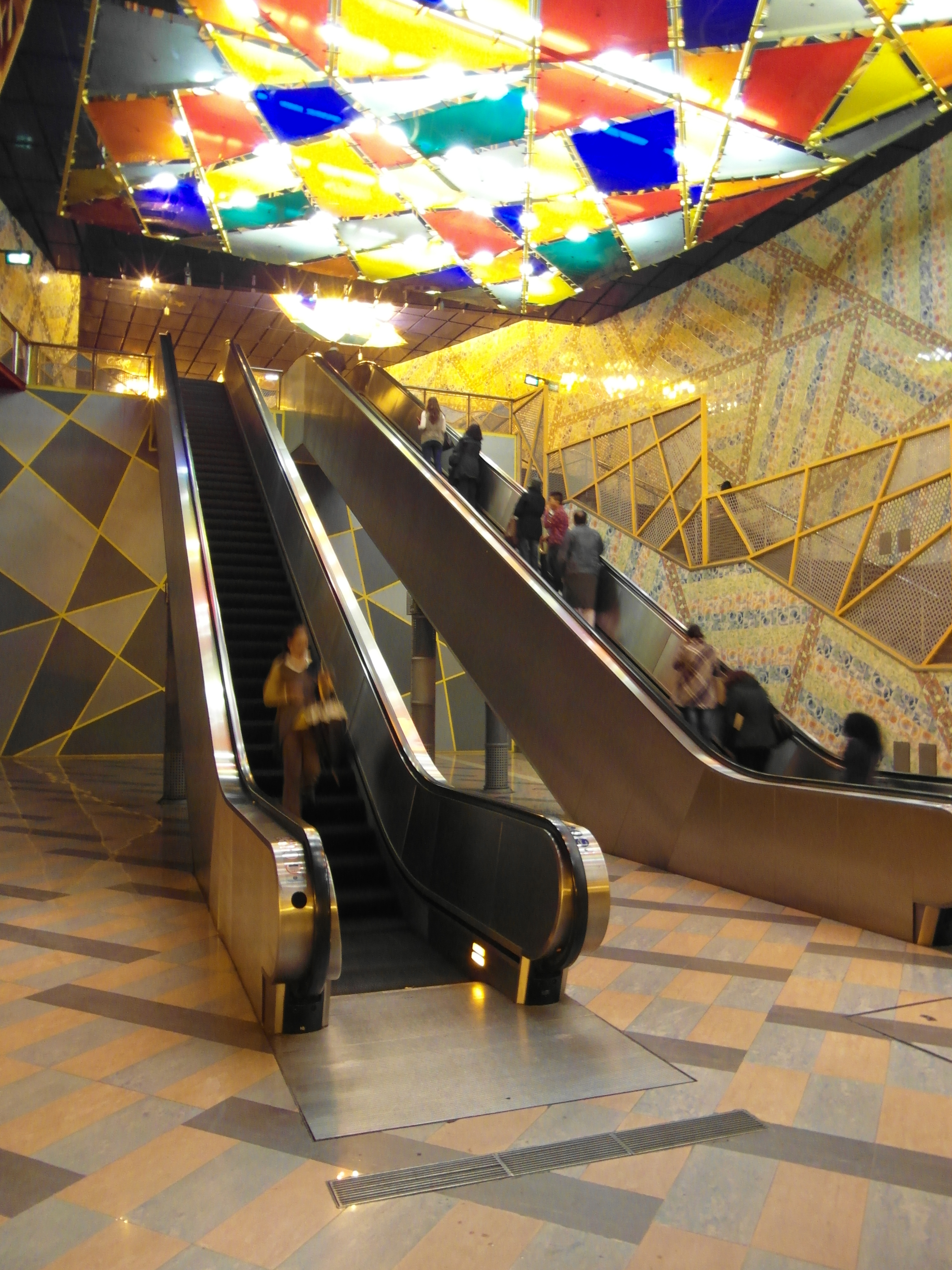